# Nechusza
Nechusza (hebr. נחושה; oficjalna pisownia w ang. Nehusha) – moszaw położony w Samorządzie Regionu Matte Jehuda, w Dystrykcie Jerozolimy, w Izraelu.

## Położenie
Położony jest w górach Judei.

## Historia
Moszaw został założony w 1955.

## Gospodarka
Gospodarka moszawu opiera się na rolnictwie i sadownictwie.

## Komunikacja
Na zachód od moszawu przebiega droga ekspresowa nr 38 (Sza’ar ha-Gaj–Bet Guwrin), która krzyżuje się z drogą ekspresową nr 35 (Aszkelon–Hebron).